# Caroline Johansson
Caroline Johansson, född Schough 1821, död 1893, var en svensk kokboksförfattare. 
Hon var utgav 1864 sin första kokbok, som i åtta upplagor trycktes fram till år 1903, med titlar som Kokerske-Katekes, En ny kokbok, Ny kokbok eller bara Kokbok. 